# 린덴슈트라세
《린덴슈트라세》(독일어: Lindenstraße)는 1985년 12월 8일부터 현재까지 다스 에르스테에서 방영중인 연속극이다.